# 한국동물번식학회
한국동물번식학회는 동물번식생리학과 동물생명공학에 관한 이론과 기술 및 산업화를 발전시켜 보급시키며, 학계․연구계․산업계․축산농가간 협력 도모하기 위하여  2011년 2월 14일 농림축산식품부로부터 설립허가된 사단법인이다.. 사무실은 전북특별자치도 완주군 이서면 콩쥐팥쥐로 1500, 축산종합연구동 117호 (농촌진흥청 국립축산과학원 축산생명과학부)에 있다.